# Linia kolejowa Bentwisch – Poppendorf
Linia kolejowa Bentwisch – Poppendorf – normalnotorowa lokalna i jednotorowa linia kolejowa w kraju związkowym Meklemburgia-Pomorze Przednie, w północno-wschodnich Niemczech. Linia łączy zakład nawozowy Rostock w Poppendorf ze stacją Bentwisch, a tym samym z linią kolejową Stralsund-Rostock.